# 龐巨昭
龐巨昭，唐朝末年至五代十国初期容州（治所在今广西容县）刺史、宁远军节度使。
黄巢进攻岭南的时候，庞巨昭任容管观察使、容州刺史（一说邕容等州防禦使），率领群蛮据险抵抗，黄巢军不能入境。唐朝赏功，在容州设置宁远军，任命庞巨昭宁远留后。天祐三年（906年）二月十七日，唐朝暂命宁远留后庞巨昭、岭南西道留后叶广略同时为节度使。開平末年，刘隐占岭南，派遣他的弟弟刘岩攻打容州，没有攻克。开平四年（910年），高州刺史劉昌魯向马楚请求自愿归附，楚王马殷派遣横州刺史姚彦章率馬步軍八千人前往迎接。姚彦章到达容州，容南指揮使莫彦昭劝庞巨昭说：“湖南军队远来疲乏，应当撤去储备，抛弃城池，隐藏在山谷里等待。他们一入城，我们全军袭击，他们在城外没有再来的援兵，楚將可擒。”庞巨昭说：“马氏正在兴起，现在虽然能战胜他，以后必成仇敌，不如准备牛酒饭食款待。”莫彦昭不从，庞巨昭当夜把他杀死，率容州迎降。姚彦章用军队援助护送庞巨昭亲族及士卒一千余人回长沙。马殷任命姚彦章主持容州事务。庞巨昭擅长星緯之學，有人問他湖南與淮南國祚長短，他说：“自今以後，馬氏當五主，楊氏當三主。”